# Oskolki

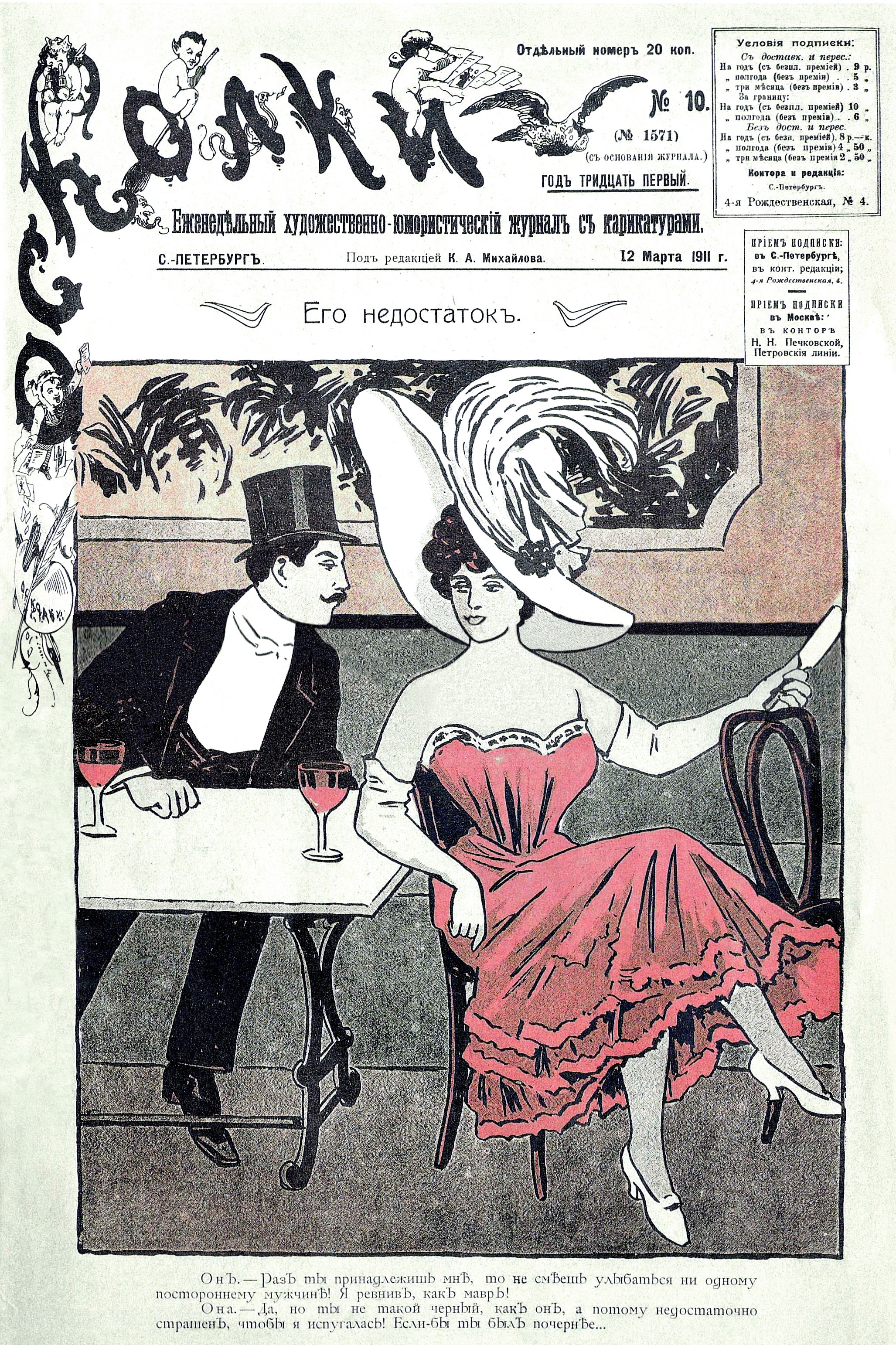
Oskolki, copertina di un numero del 1911

Oskolki (traslitterazione del cirillico: Осколки; in lingua italiana: Schegge o Frammenti) è stata una rivista umoristica e letteraria russa a periodicità settimanale pubblicata a San Pietroburgo (Impero russo) fra il 1881 e il 1916.

## Storia
La rivista fu fondata da Roman Romanovič Golike, che ne fu il direttore durante il primo anno di vita. Nel 1882 ne divenne direttore lo scrittore Nikolaj Aleksandrovič Lejkin, il quale diresse la rivista fino al 1906. Fu Lejkin a prender contatto con Anton Čechov il quale pubblicò sulla rivista numerosi racconti sotto lo pseudonimo di Antoša Čechontè. Nel biennio 1906-1908 diresse la rivista lo scrittore-umorista Viktor Viktorovič Bilibin sotto lo pseudonimo di I. Grèk.

## Collaboratori (selezione)

### Scrittori
- Aleksandr Valentinovič Amfiteatrov
- Aleksej Nikolaevič Budiŝev
- Anton Čechov
- Aleksandr Maksimovič Gerson
- Vladimir Alekseevič Giljarovskij
- Pëtr Petrovič Gnedič
- Evgenij Fëdorovič Koni
- Konstantin L’dov
- Vladimir Aleksandrovič Mazurkevič
- Liodor Ivanovič Pal’min
- Nikolaj Ivanovič Poznâkov

### Pittori
- Aleksej Fëdorovič Afanas’ev
- Aleksandr Ignat’evič Lebedev
- Nikolaj Pavlovič Čechov